# 欧特扎
欧特扎（法語：Authezat，法語發音：[ot(ə)za]）是法国多姆山省的一个市镇，属于克莱蒙费朗区。

## 地理
欧特扎（45°37'53"N, 3°11'5"E）面积5.79 平方千米，位于法国奥弗涅-罗讷-阿尔卑斯大区多姆山省，该省份为法国中南部省份，北起阿列省接壤，东临卢瓦尔省，南至上盧瓦爾省和康塔爾省，西接科雷兹省和克勒兹省。
与欧特扎接壤的市镇（或旧市镇、城区）包括：蒙佩鲁、科朗、普洛扎、拉索沃塔、维克勒孔特。

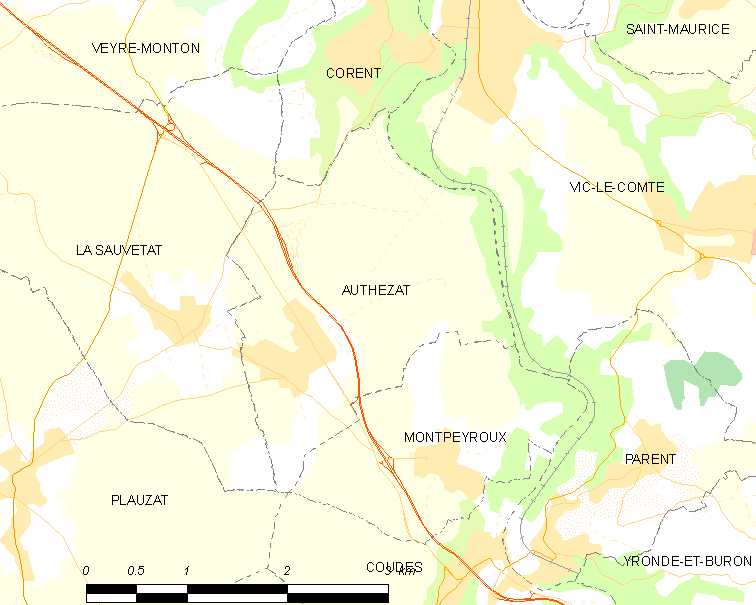
欧特扎的OSM定位图

欧特扎的时区为UTC+01:00、UTC+02:00（夏令时）。

## 行政
欧特扎的邮政编码为63114，INSEE市镇编码为63021。

## 政治
欧特扎所属的省级选区为莱马特尔德韦尔县。

## 人口

1962-2008年间欧特扎人口变化图示

欧特扎于2022年1月1日时的人口数量为661人。